# بيوسته خانم
بیوسته خانم (بالتركية: Peyveste Hanım) هي زوجة السلطان العثماني عبد الحميد الثاني. وُلدت في 10 مايو 1873 في بيتسوندا، وتوفيت في 1944 في باريس.

## الأبناء
- عبد الرحيم خيري أفندي